# Ланин, Борис Евсеевич
Борис Евсеевич Ланин (1939, Москва, СССР — 2012) — советский и российский учёный, профессор, доктор экономических наук.

## Биография
Родился 26 апреля 1939 года в Москве.
После окончания средней школы с серебряной медалью, в 1956 году поступил в Московский финансовый институт (ныне Финансовый университет при Правительстве Российской Федерации) на финансово-экономический факультет, который окончил в 1960 году с отличием.
После окончания института по распределению работал в течение трех лет в Министерстве финансов РСФСР в должности экономиста и старшего экономиста. В 1963 году поступил в очную аспирантуру Московского финансового института по кафедре политической экономии. С этого времени почти 40 лет жизнь Б. Е. Ланина была неразрывно связана с родным вузом.
В 1967 году Борис Евсеевич кандидатскую, а в 1984 году — докторскую диссертации, стал профессором кафедры политической экономии (экономической теории). Опубликовал более ста научных и учебно-методических работ (в том числе на иностранных языках) по различным проблемам развития рыночной экономики. Более двадцати лет он возглавлял факультет (с 1993 года — Институт) повышения квалификации преподавателей Финансового университета. В 2002 году он был избран членом-корреспондентом Академии экономических наук и предпринимательской деятельности РФ.
Умер 26 января 2012 года в Москве.
За профессиональную деятельность Борис Евсеевич Ланин награждён медалями, а также Почетной грамотой Правительства РФ (1996) и нагрудным знаком «Почетный работник высшего профессионального образования Российской Федерации» (2000).

## Память
27 сентября 2017 года в Финансовом университете состоялось торжественное открытие аудитории имени почетного работника высшего профессионального образования Российской Федерации — Ланина Бориса Евсеевича (Ленинградский проспект, дом 51, корп. 1, аудитория 0317).